# فيرنون وايت
فيرنون وايت (بالإنجليزية: Vernon White)‏ هو سياسي كندي، ولد في 21 فبراير 1959. حزبياً، نشط في حزب المحافظين الكندي. وقد انتخب عضو مجلس الشيوخ الكندي.